# Berva
Berva war ein in den 1960er Jahren sehr populäres Moped in Ungarn, das von der Firma Egri Finomszerelvénygyár produziert wurde.

## Geschichte
Im Jahr 1957 wurde der erste Prototyp fertiggestellt. Das Moped hatte einen Zweitaktmotor mit 49 cm³ Hubraum. Der Motor mit einer Leistung von 1,8 PS und einem Zweigang-Getriebe wurde von Csepel Motorkerékpárgyár entwickelt und in einer Fabrik in Székesfehérvár produziert. Die Endmontage des Fahrzeugs erfolgte durch die Firma Egri Finomszerelvénygyár in Felsőtárkány. Das komplette Fahrzeug wog ungefähr 55 kg und erreichte eine Höchstgeschwindigkeit von 45 km/h. Der Tank fasste 5,4 Liter. Im Jahr 1958 begann die Serienproduktion. Die Mopeds waren anfangs noch nicht mit Hupen, sondern mit Fahrradklingeln ausgestattet. Der Preis der ersten Modelle betrug 5.200 Forint, was zur damaligen Zeit ungefähr vier durchschnittlichen Monatsgehältern in Ungarn entsprach. Im Laufe der Zeit wurde die Ausstattung des Mopeds kontinuierlich verbessert. Auf Betreiben des RGW wurde die Produktion 1962 eingestellt. Insgesamt wurden ungefähr 70.000 Berva produziert und verkauft.